# Casa Serra (Ripoll)
L'Antic jutjat és un edifici de Ripoll (Ripollès) protegit com a bé cultural d'interès local.

## Descripció
L'edifici està format per baixos, quatre plantes i altell. Als baixos hi ha tres obertures amb arcs de mig punt rebaixats i brancals de pedra picada; originàriament eren tres portals. A la primera planta hi ha una tribuna i dos balcons. Per les pedres dels xamfrans o cantonades d'aquest pis i dels baixos es dedueix que aquesta part de la casa és més antiga que la resta de l'immoble. Al segon pis hi ha tres balcons, un d'ells és el coronament de la tribuna. Al tercer i al quart hi ha tres balcons individuals. Al marc de les obertures i a les cantonades de l'edifici s'utilitza pedra. La teulada és a tres vessants.
S'accedeix a l'edifici pel carrer del Forn. En aquesta façana, en els baixos hi ha quatre obertures amb brancals i llinda de pedra picada, que inicialment eren portals. Hi ha dos balcons per planta.
Per la banda de la plaça de l'Ajuntament hi ha tres obertures per planta. Als baixos i primer pis hi ha els brancals de pedra, i són de construcció anterior a la resta de la casa. A la primera planta hi ha un únic balcó. Mentre que a les altres plantes hi ha balcons individuals.